# Propithèque de Perrier
Propithecus perrieri
Espèce
Statut de conservation UICN

 CR A2a; C2a(ii) : 
En danger critique
Statut CITES
Le Propithèque de Perrier (Propithecus perrieri) est un lémurien de la famille des indridés.

## Répartition et habitat

Répartition de l'espèce à Madagascar.

Le propithèque de Perrier vit dans quelques fragments des forêts sèches caducifoliées du Nord de Madagascar.